# Wolfgang Staiger
Wolfgang Staiger (* 28. Juli 1947 in Heidenheim; † 29. August 2023) war ein deutscher Politiker (SPD).

## Leben und Beruf
Nach dem Erlangen der fachgebundenen Hochschulreife in Heidenheim studierte Wolfgang Staiger bis zum Jahr 1972 an der Pädagogischen Hochschule Schwäbisch Gmünd für das Lehramt an Grund- und Hauptschulen. Anschließend absolvierte er bis 1975 ein Zusatzstudium an der Pädagogischen Hochschule Reutlingen für Sonderschulen. Nachdem er ein Jahr an einer Sonderschule in Steinheim am Albuch tätig gewesen war, wurde er Lehrer an einer Förderschule in Heidenheim. Staiger war verheiratet und hatte drei Kinder.

## Politik
Staiger trat im Jahr 1977 der SPD bei. In den Jahren 1992 bis 1996 war er Fraktionsvorsitzender im Heidenheimer Gemeinderat. Von 1996 bis 2009 war er Abgeordneter des Landtags von Baden-Württemberg, in dem er ein Zweitmandat des Wahlkreises Heidenheim vertrat. Am 31. März 2009 legte er sein Mandat bereits vor Ablauf der 14. Wahlperiode nieder. Für ihn rückte Andreas Stoch nach.